# Zenão de Cauno

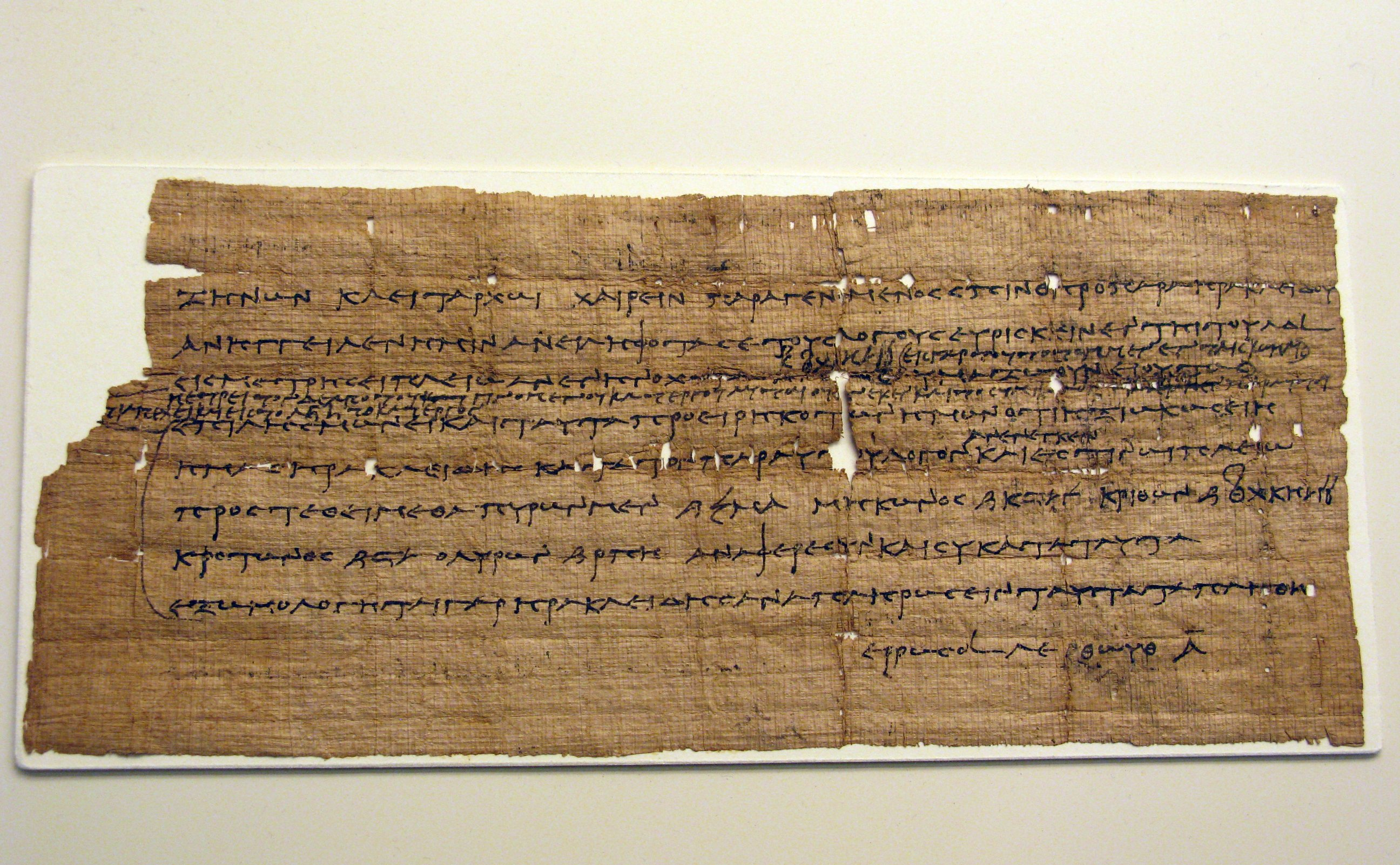
Papiro do arquivo de Zenão, tratando sobre impostos)

Zenão (em grego:  Ζήνων), filho de Agreofonte, nasceu durante o século III a.C. na cidade grega de Cauno, na Ásia Menor e se estabeleceu na cidade egípcia de Filadélfia. Foi secretário particular de Apolônio, dioiketes ("ministro das finanças") de Ptolomeu II Filadelfo e de Ptolomeu III Evérgeta, reis da dinastia ptolomaica no Egito.
Zenão administrava a propriedade de 6800 acres (2750ha), concedida pelo rei a Apolônio, perto do oásis de Faium. Ele se estabeleceu na área em 256 e permaneceu até 247 a.C., após deixar o serviço de Apolônio. A propriedade fazia experiências agrícolas em arboricultura, viticultura, grãos e gado.
Na década de 1900, descobriu-se um conjunto de mais de 2 mil cartas e documentos escritos em grego antigo e demótico, preservados em papiro, que são conhecidos hoje como o "arquivo de Zenão", ou "papiros de Zenão". Graças a esse arquivo, são conhecidas informações bastante precisas sobre a economia egípcia no período.
Uma boa parte desse conjunto de documentos foi digitalizada e está disponível online no Perseus Project, da Universidade Tufts.